# Tom Albach
Tom Albach (* 1925; † Anfang November 2020
) war ein US-amerikanischer Musikproduzent, der insbesondere durch seine Zusammenarbeit mit Horace Tapscott in Erinnerung bleibt.

## Leben und Wirken
Albach wuchs in Kansas auf und zog dann, nach Ableistung seines Militärdienstes im Zweiten Weltkrieg, nach Los Angeles. Als Jazz-Fan fing er schon in jungen Jahren an, sich in der Musikszene der dortigen Central Avenue zu bewegen und hörte Charlie Parker, Lester Young, Charles Mingus und die meisten Bop-Musiker der Zeit. Ein Clubauftritt von Miles Davis mit dessen „zweitem Quintett“ in den 1960er-Jahren war nach seiner Einschätzung eine der denkwürdigsten musikalischen Erfahrungen seines Lebens. Albach sammelte viele der Blue-Note-Klassiker, besonders von Jackie McLean, und er war ein Fan von damals umstrittenen Musikern wie John Coltrane und Eric Dolphy.
Ebenso war Albach ein Mann mit politisch linksextremen Ansichten, der in den 1960er Jahren an Treffen der Students for a Democratic Society teilgenommen hatte und sich später als „Kommunist“ bezeichnete. Seine Meinung zu Musik war von seinen politischen Ansichten geprägt. „Die Härte dieses Systems, das wir haben. Ich kann mir keinen Künstler vorstellen, der sich wirklich in einer kreativen Haltung befindet und sich gleichzeitig im geschäftlichen Sinne mit dieser Sache befasst. Ich denke, es hat die Musik all der wirklich guten und etablierten Musiker verwässert und verfälscht.“
Bei einem Konzert im Century City Playhouse irgendwann im Jahr 1977 hörte Albach zum ersten Mal das Pan Afrikan Peoples Arkestra unter Leitung von Horace Tapscott. Kurz darauf kaufte er bei Tapscott einige private Audiokassetten mit Musik des Pan Afrikan Peoples Arkestra. Bei deren Abhören folgerte er, dass Tapscott eine wichtige Figur in der amerikanischen Musik sei; dieser sollte deshalb professionell aufgenommen werden, wofür er eine Plattenfirma gründen wollte. Das Arkestra hatte in den 16 Jahren seines Bestehens noch nie einen eigenen Tonträger kommerziell veröffentlicht. Auch hatte Tapscott nicht das Geld, ein eigenes Label zu gründen, um eine Aufnahme herauszubringen. Vertraglich wurde festgelegt, dass Albach Nimbus West Records mit dem alleinigen Zweck gründen sollte, Tapscott und das Arkestra aufzunehmen. Er sah darin auch ein politisches Bekenntnis und einen Protest gegen den kommerziellen Trend im Jazz dieser Zeit und die „Retarded Society“.
Im April 1978 nahm Albach das Arkestra im Studio United Western Recorders auf, dem führenden unabhängigen Studio der Stadt, wo einige der bekanntesten Beach-Boys-Titel entstanden waren. Das Ergebnis waren zwei Alben, Flight 17 und The Call, die unter der Bezeichnung „UGMAA“ und „Distributed by Nimbus Recording Co.“ veröffentlicht wurden. Nach den Studioaufnahmen nahm Albach 13 Arkestra-Konzerte im I.U.C.C. von Januar 1979 bis April 1980 auf. Nimbus West veröffentlichte 1979 ein Doppelalbum, Live at I. U. C. C. Danach konzentrierte sich Albach darauf, Tapscott und Alben mit einigen Musikern des Arkestra aufzunehmen wie Jesse Sharps (Sharps and Flats), Linda Hill (Lullaby for Linda), Dadisi Komolafe (Hassan’s Walk), Adele Sebastian (Desert Fairy Princess) und Nate Morgan (Journey Into Nigritia). Außerdem nahm er Tapscott im Duo-, Trio- und Sextettformat sowie solo auf. Die Soloaufnahmen von Tapscott (wie The Tapscott Sessions Vol. 8) wurden von Albach als seine größte Leistung angesehen.
Im Mai 1985 endeten Albachs Aufnahmeaktivitäten mit Tapscott und den Arkestra-Mitgliedern, nicht weil er das Interesse verlor oder durch mangelnde Verkäufe entmutigt wurde, sondern weil ihm das Geld ausging und er einen Umzug nach Europa plante. Albach ließ sich 1988/89 in Amsterdam nieder und produzierte etwa zehn Alben mit Avantgarde-Jazz, hauptsächlich von niederländischen Musikern wie Ernst Reijseger und dem Amsterdam String Trio. Albach kehrte 1995 in die USA zurück. Er ließ sein Label Nimbus West bis Ende der 1990er-Jahre schlummern, als er schließlich einige Titel neu auflegte und mehrere Alben auf CD veröffentlichte, die im Archiv waren, darunter die Bände 8–11 der Tapscott-Soloaufnahmen (siehe The Tapscott Sessions Vol. 10). In den 2010er Jahren gab es einige weitere CD-Neuauflagen und auf zwei CDs die erste Ausgabe eines weiteren Tapscott-Live-Mitschnitts, Lighthouse '79, aber das Label war aus Altersgründen so gut wie inaktiv. Im November 2020 verstarb Albach, der zuvor Nimbus West an Matt Whitehurst vermacht hatte, den Co-Produzenten des Tapscott-Albums Live at Century City Playhouse 9/9/79 (erschienen 2021).